# Abdallahi Mahmoud
Abdallahi Mohamed Mahmoud (ur. 4 maja 2000 w Dar-Naim) – mauretański piłkarz grający na pozycji środkowego pomocnika. Od 2021 jest zawodnikiem klubu Istra 1961, do którego jest wypożyczony z Deportivo Alavés.

## Kariera klubowa
Swoją karierę piłkarską Mahmoud rozpoczął w klubie FC Nouadhibou. W sezonie 2017/2018 zadebiutował w jego barwach w pierwszej lidze mauretańskiej. W debiutanckim sezonie wywalczył z nim dublet - mistrzostwo i Puchar Mauretanii.
W sierpniu 2018 Mahmoud przeszedł do Deportivo Alavés. W 2018 roku zaczął grać w rezerwach tego klubu, a w 2020 stał się członkiem pierwszego zespołu. 27 czerwca 2020 zadebiutował w nim w Primera División w przegranym 1:2 wyjazdowym meczu z Atlético Madryt.
W sierpniu 2021 Mahmoud został wypożyczony do chorwackiego klubu Istra 1961. Swój debiut w nim zaliczył 22 sierpnia 2021 w zwycięskim 2:0 domowym meczu z NK Osijek.
| Sezon   | Klub               | Kraj       | Rozgrywki          | Mecze | Gole |
| ------- | ------------------ | ---------- | ------------------ | ----- | ---- |
| 2017/18 | FC Nouadhibou      | Mauretania | Première Division  | ?     | ?    |
| 2018/19 | Deportivo Alavés B | Hiszpania  | Tercera División   | 12    | 1    |
| 2019/20 | Deportivo Alavés   | Hiszpania  | Primera División   | 3     | 0    |
| 2019/20 | Deportivo Alavés B | Hiszpania  | Segunda División B | 20    | 1    |
| 2020/21 | Deportivo Alavés   | Hiszpania  | Primera División   | 2     | 0    |
| 2020/21 | Deportivo Alavés B | Hiszpania  | Segunda División B | 9     | 0    |

## Kariera reprezentacyjna
W reprezentacji Mauretanii Mahmoud zadebiutował 8 września 2018 w wygranym 2:0 meczu kwalifikacji do Pucharu Narodów Afryki 2019 z Burkiną Faso, rozegranym w Nawakszucie. W 2022 roku został powołany do kadry na Puchar Narodów Afryki 2021. Na tym turnieju rozegrał jeden mecz grupowy, z Gambią (0:1).